# Collegio uninominale Toscana - 05 (Camera dei deputati 2017)
Il collegio elettorale uninominale Toscana - 05 è stato un collegio elettorale uninominale della Repubblica Italiana per l'elezione della Camera tra il 2017 ed il 2022.

## Territorio
Come previsto dalla legge elettorale italiana del 2017, il collegio era stato definito tramite decreto legislativo all'interno della circoscrizione Toscana.
Era formato dal territorio di 9 comuni: Agliana, Cantagallo, Carmignano, Montale, Montemurlo, Poggio a Caiano, Prato, Vaiano, Vernio.
Il collegio era quindi compreso tra la provincia di Prato e la provincia di Pistoia.
Il collegio era parte del collegio plurinominale Toscana - 01.

## Eletti
| Elezione | Elezione | Deputato      | Partito      |
| -------- | -------- | ------------- | ------------ |
|          | 2018     | Giorgio Silli | Forza Italia |
|          | 2019     | Giorgio Silli | Gruppo misto |

## Dati elettorali

### XVIII legislatura
Come previsto dalla legge elettorale, 232 deputati erano eletti con sistema a maggioranza relativa in altrettanti collegi uninominali a turno unico.
| Candidati              | Candidati               | Voti    | %     | Liste                    | Voti    | %     |
| ---------------------- | ----------------------- | ------- | ----- | ------------------------ | ------- | ----- |
|                        | Giorgio Silli ✔️ Eletto | 52 460  | 34,60 | Lega                     | 27 355  | 18,04 |
| Forza Italia           | Giorgio Silli ✔️ Eletto | 52 460  | 34,60 | 17 265                   | 11,39   |       |
| Fratelli d'Italia      | Giorgio Silli ✔️ Eletto | 52 460  | 34,60 | 7 090                    | 4,68    |       |
| Noi con l'Italia - UDC | Giorgio Silli ✔️ Eletto | 52 460  | 34,60 | 750                      | 0,49    |       |
|                        | Benedetto Della Vedova  | 50 091  | 33,04 | Partito Democratico      | 45 274  | 29,86 |
| +Europa                | Benedetto Della Vedova  | 50 091  | 33,04 | 3 539                    | 2,33    |       |
| Civica Popolare        | Benedetto Della Vedova  | 50 091  | 33,04 | 646                      | 0,43    |       |
| Italia Europa Insieme  | Benedetto Della Vedova  | 50 091  | 33,04 | 632                      | 0,42    |       |
|                        | Yana Chiara Ehm         | 37 171  | 24,52 | Movimento 5 Stelle       | 37 171  | 24,52 |
|                        | Luca Mori               | 5 654   | 3,73  | Liberi e Uguali          | 5 654   | 3,73  |
|                        | Alessandro Bonacchi     | 1 735   | 1,14  | Potere al Popolo!        | 1 735   | 1,14  |
|                        | Enrico Zanieri          | 1 476   | 0,97  | Partito Comunista        | 1 476   | 0,97  |
|                        | Sara Benigni            | 1 418   | 0,94  | CasaPound                | 1 418   | 0,94  |
|                        | Claudio Vitulli         | 1 002   | 0,66  | Il Popolo della Famiglia | 1 002   | 0,66  |
|                        | Carlotta Mori           | 616     | 0,41  | Italia agli Italiani     | 616     | 0,41  |
| Totale                 | Totale                  | 151 623 | 100   |                          | 151 623 | 100   |
|                        |                         |         |       |                          |         |       |
| Voti non validi        | Voti non validi         | 4 845   | 3,10  |                          |         |       |
| Votanti                | Votanti                 | 156 468 | 77,63 |                          |         |       |
| Elettori               | Elettori                | 201 546 |       |                          |         |       |